# ماسترز 2019 (سنوكر)
كان دافابت ماسترز 2019 (بالإنجليزية: 2019 Dafabet Masters) بطولة سنوكر مهنية غير خاضعة للترتيب، أقيمت البطولة ما بين 13 و20 يناير 2019 في لندن، إنجلترا، وتقع في الترتيب الثاني من ثلاثية التاج الثلاثي في 2018/2019 الموسم. كان هذا هو العرض الخامس والأربعون للماسترز، وتم بثه في أوروبا من قبل بي بي سي ويوروسبورت.
مع أول ظهور له في نهائي بطولة الماسترز، حصد جود ترامب اللقب بفوزه على روني أوسيلفيان. تقدم ترامب طوال المباراة، حيث تقدم بنتيجة 7-1 بعد جلسة بعد الظهر، وعلى الرغم من الفواصل من خصمه، فاز ترامب بالمباراة بنتيجة 10-4. كانت تلك الهزيمة أكبر هزيمة لأوسوليفان في نهائيات بطولة الماسترز الثلاثة عشر.
حقق لوكا بريسل أعلى بريك في البطولة بمقدار 140، في جولته الأولى بنتيجة 6-5 ضد حامل اللقب مارك ألين.

## ملخص البطولة

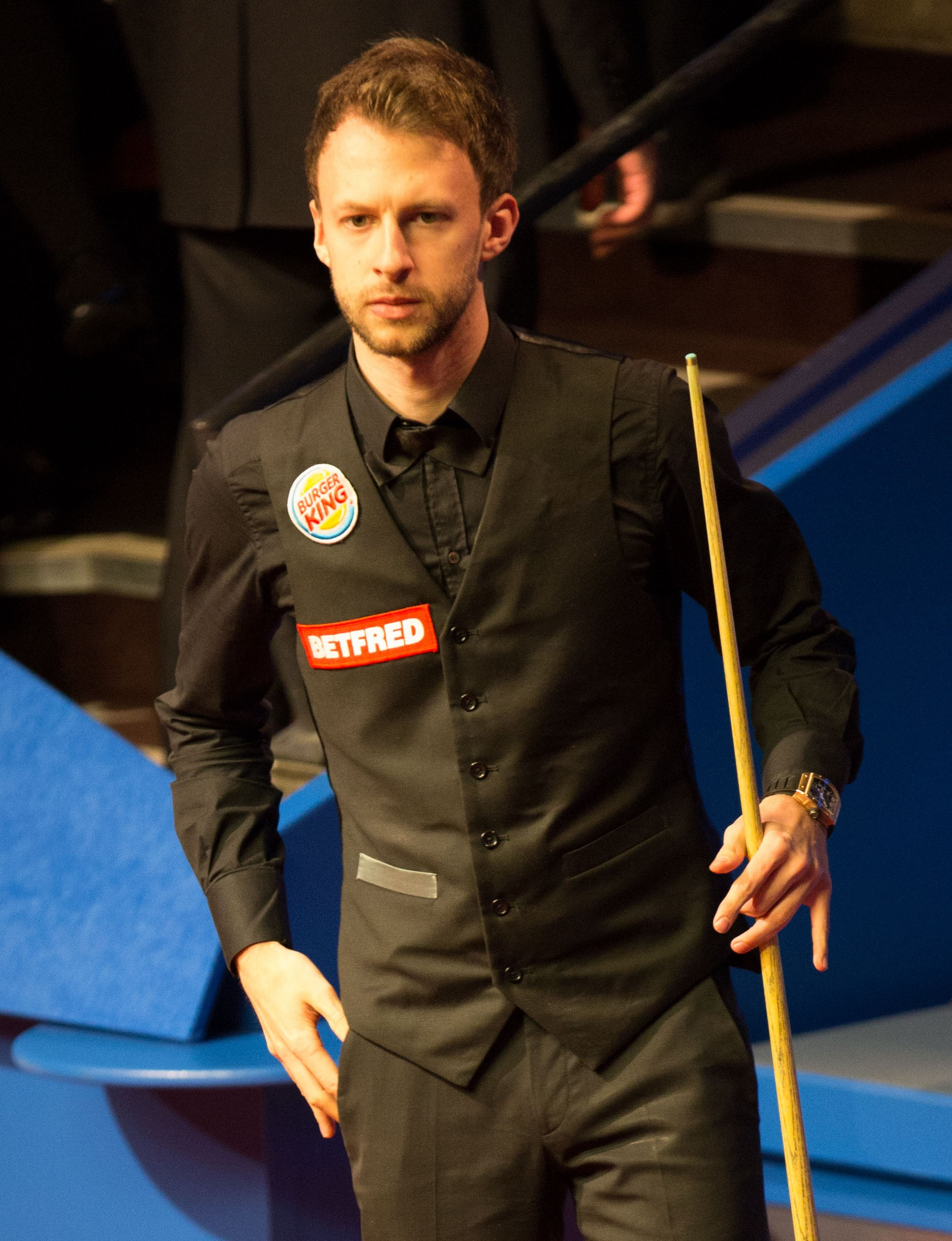
بطولة العالم (سنوكر) في مسرح كروسيبل 2015

كانت بطولة 2019 ماسترز هي ثاني حدث من التاج الثلاثي في موسم 2018/2019 للسنوكر، بعد بطولة المملكة المتحدة 2018، وقد أقيم في الفترة ما بين 13 و20 يناير 2019. حدث الماسترز هو بطولة دعوة يتنافس فيها أفضل 16 منافسًا من التصنيف العالمي للسنوكر. وحصل حامل اللقب مارك ألين على المصنف الأول فيما حصل بطل العالم مارك ويليامز على المركز الثاني. تم تخصيص الأماكن المتبقية بناءً على التصنيفات العالمية بعد بطولة المملكة المتحدة 2018. كانت البطولة أول ظهور لجاك ليسوفسكي في الماسترز.
كما في السنوات السابقة، تم تخصيص المراكز الثمانية الأولى مراكز ثابتة في السحب. تم إجراء القرعة المتبقية عن طريق القرعة خلال نهائي بطولة المملكة المتحدة 2018. باستثناء المباراة النهائية، تم لعب جميع المباريات على هيئة أفضل 11 فريم.